# K15 기관총
K15 기관총(LMG-॥)은 대한민국 국군의 기관총이다. 현용 K3 경기관총을 대체할 K15 경기관총은 총기와 조준장비가 함께 개발된 점이 특징으로 SNT모티브가 총기 분야를, 한화시스템이 조준장비(열영상을 포함한 광학조준경) 분야를 각각 담당했다. K15의 정확도에 대해 개발사인 SNT모티브는 100야드(91.44m) 밖에서 2.16인치 원 안에 탄착군을 형성했다고 소개하고 있다. K3에 비해 정확도, 신뢰도, 운용 편의성 등을 향상시켰다. 미래전 개인 전투체계와 연동도 가능하다.

## 개발

### 배경

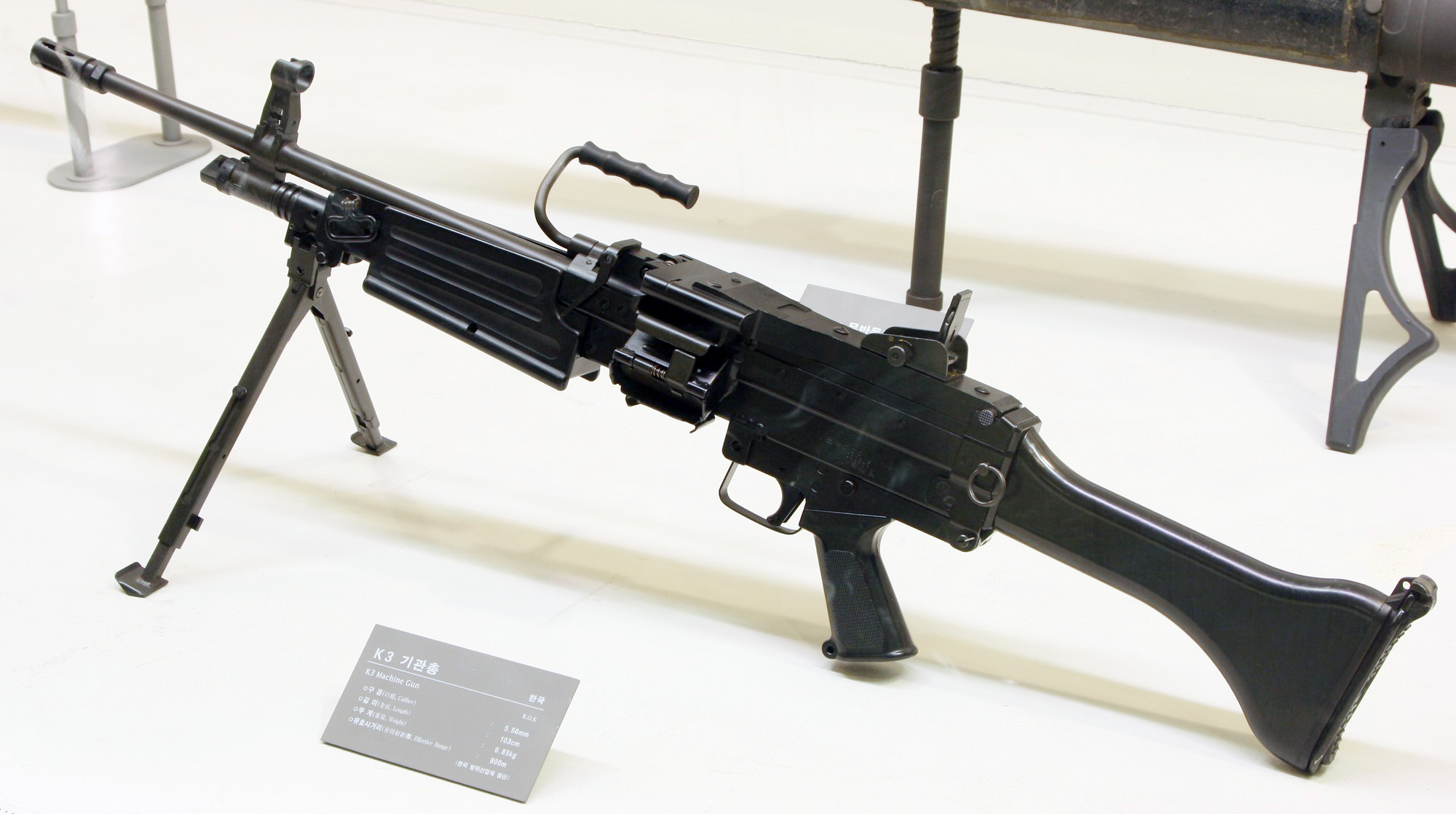
K3 경기관총

기존에 운용되던 K3 경기관총이 좋은 평가를 받지 못하였고, 이것이 K15가 개발된 배경이다. K3 기관총이 개발되던 과거에는 기관총 제작 기술력이 약하고 기반이 약하였다. 이로 인해 K3 경기관총은 운용되면서 '기능 고장의 대명사'로 불릴 만큼 평가가 좋지 못하였다. 뿐만 아니라 야전에서는 부품 교환 및 정비가 원활하지 못하고, 방청 윤활유를 사용하지 않는 등 총기 관리가 부실하였다. 이렇게 노후화된 K3 경기관총을 대체하기 위해 K15 경기관총이 개발되었다.
| 사업형태                                   | 개발업체                                 | 개발기간              | 사업관리   |
| ------------------------------------------ | ---------------------------------------- | --------------------- | ---------- |
| 체계개발 (공동투자 업체주관 국내 연구개발) | 화기: S&T모티브(주) 조준장치: 한화시스템 | '16.6~'18.11 (29개월) | 방위사업청 |

국방부는 2015년, K3 기관총과 일부 M60 기관총을 대체하기 위한 사업으로 5.56mm 차기 경기관총(LMG-Ⅱ) 사업을 발주하였고, 2016년 2월 총기 부분은 SNT모티브, 조준장비 부분은 한화시스템을 각각 우선 협상 대상업체로 선정하여 개발에 착수하였다.
2016년 6월부터 연구를 시작한 LMG-Ⅱ 사업은 2017년 10월부터 2018년 3월까지의 개발시험평가 137항목 중 137항목 기준 충족을 받았고, 2018년 1월부터 2018년 9월까지의 운용시험평가에서 148항목 중 148항목에서 기준 충족을 받았다.  2018년 11월 체계 개발을 종료하였고 2019년 1월 전투용 적합 판정을 받았다.
이후 K15라는 제식명을 부여 차기 경기관총은 규격화 과정을 거쳐 2020년부터 본격 양산에 들어갈 예정이었으나 코로나19 확산 상황으로 인해 미뤄지고 있다.

## K3와의 차이점

### 신뢰성 개선
K3에 비해 신뢰성을 높였다. K3 총기 시스템을 정밀 분석하여 기능장애의 주요 원인을 발견하였다. 시험 과정에서 30만 발 이상 실사격을 진행하였다.  800발 연속 사격 테스트와 발열 및 냉각 테스트를 실시하고 이에 따른 기능고장 등을 분석하여 신뢰성을 향상시켰다. 송탄 기능의 장애와 추출 방출 성능에 기능의 장애가 있었는데, 송탄 기능의 장애를 해소하기 위해서 작동 유격을 최소화하였고 작동 가이드를 확대해서 어떤 이물질이 침투하거나 발사 속도가 빨라져서 작동이 불안정한 점을 이와 같은 설계로 해소하였다.

### 개머리판
K3 경기관총의 고정형 기본 개머리에서 5단조절식으로 개머리를 개선하여 병사의 신체 조건에 따라 길이를 조절할 수 있다. 개머리 반동판을 더 부드럽게 만들어서 사격 충격을 감소시킬 수 있게 설계하였다. 개머리의 두께도 더 두꺼워졌다.

### 손잡이
사람이 손잡이 부분을 잡았을 때 미끄러짐을 방지할 수 있도록 굴곡을 주었고, 총열 교환시 사용되는 운반 손잡이의 각도를 조정하는 등 파지를 편하게 할 수 있도록 개선하였다. 사격, 견착, 이동 시 편리하도록 전방 손잡이가 기본적으로 적용되어 있다.

### 조준장치
PAS-18K 조준장치는 열영상 방식으로 야간에도 장거리 표적을 식별할 수 있고 사격 정확도가 향상된다. 또한 조준장치를 볼 때 가늠쇠의 간섭이 있기 때문에 가늠쇠를 접을 수 있도록 설계하였다.

### 피카티니 레일
조준장치가 장착되어야 하므로 공용규격으로 사용되는 피카티니 레일을 총몸 상부, 총몸덮개의 하부와 양 측면에 적용하였다. 다양한 임무 장비를 장착할 수 있다.

### 총열
총열 분리 방식을 레버식에서 버튼식으로 개선하여 분해 조립시 한 동작을 줄여 운용에 편리함을 제공한다. 신속한 총열교환 또한 가능하다. 총열을 두껍게 설계하여 총열의 진동 같은 부분을 줄일 수 있고 명중률이 개선될 수 있다. 총열을 빨리 식히기 위해 총열에 홈을 파서 표면적을 넓혔다.

### 가늠자
K3 기계식 조준장치 사용자의 불만사항으로 400m부터 1000m까지 사격을 할 때 접이식 기구를 사용하게 되는데 접혀지지 않아서 지속적인 사격을 하는데 있어 애로사항이 있었다. 이런 부분을 제거하고 250m부터 1000m까지 모두 한꺼번에 조준할 수 있는 기계식 조준장치를 만들었다.

### 양각대
양각대의 강도를 많이 보강하였다. 변화된 대한민국 성인 체형을 고려하여 길이 조절이 가능하다.

### 소염기
개방형 소염기로, 소염기의 구조를 개선하였다.

### 멜빵 디자인
신체의 피로 경감을 위해 멜빵 디자인을 적용하였다.

### 무게
무게는 기능이 추가되면 증가될 수 밖에 없으며, K15 기관총은 무게 증가를 최대한 억제하였다. 대표적으로 개머리의 경우 길이 조절 기능이 추가되면서 중량이 늘어날 수 밖에 없다. 또한, 내구성을 증대시키기 위해 제품 강도를 보강하면 중량이 증가할 수 밖에 없다. 그 결과 K3는 6.85kg 인 반면 K15는 7.2kg이다.

## 운용 전략

### 운용개념 및 용도
- 주·야간 조준장치(PAS-18K)와 통합 운영하여 원거리 적 밀집부대 등 지역표적 제압
- 현용장비(K-3 기관총, PVS-05K, 조준경)의 신뢰성 및 운용편의성 향상
- 미래전 수행개념을 고려한 개인전투체계와 연동 가능

### 운용 환경[5]
- 지역표적 제압사격
  - 밀집된 적 보병에 지역제압 다량사격 실시
  - 원거리 사격으로 적의 전투대형을 조기와해
- 기지방어 사격
  - 상륙 중인 적 보병을 제압하여 적의 기동을 차단
  - 최대 발사속도로 급사하여 적의 접근을 차단
- 주·야간 전투사격
  - 조준장치를 장착하여 신속 정확한 근거리 및 원거리 사격실시
  - 주·야간 탐지기능을 활용한 표적 사격 실시
- 공격 간 화력지원
  - 분대 전진을 위해 적 공용화기를 표적 사격으로 제압
  - 기동과 돌격 간 사격 우세 유지
- 이동 간 화력지원
  - 소형/중형 전술차량에 탑재하여 기동작전 간 엄호
  - 탑재장비에 장착하여 사격 실시
- 작전지역 화력지원
  - 기동조의 전진을 위한 사격 지원
  - 야간 작전 시 예광탄 사격으로 분대이동방향 지시

| 장비점검                                                         | 탄약휴대                                             | 진지구축                                      | 표적식별                                   | 사격실시                                               |
| ---------------------------------------------------------------- | ---------------------------------------------------- | --------------------------------------------- | ------------------------------------------ | ------------------------------------------------------ |
| 주유상태 확인 작동상태 확인 사수 신체에 맞게 사격 보조 장치 조정 | 사수 탄약통 200발 장전 부사수 400발 탄약 파우치 휴대 | 양각대 거치 삼각대 거치 진지에 따른 사격 자세 | 조준경 배율 조정 기계 조준장치 사거리 조정 | 표적 조준(조준경 조준선 정렬) 보통탄, 예광탄 사격 실시 |

미래의 전장 환경에서는 경기관총이 핵심적인 역할을 할 것이다. 분대 지원화기로서 기존에는 분대에 한 정만 배정되었다면 미래에는 두 정, 석 정 더 많은 경기관총이 배치가 되어서 더 적은 인원으로 더 강력한 화력을 발휘할 것이다.

## 논란
K15 경기관총이 기존 K3 기관총과 유효사거리가 동일하고, 총기 개발 과정에서 실제 사격이 아닌 총구 속도만 측정해 사업 타당성을 판단한 사실이 문제가 되고 있다는 기사가 올라왔다. 기사의 내용으로는 합동참모본부가 최초 800m 유효사거리에서 관통 시험 없이 총구 속도만을 측정해 '전투용 적합' 판정을 내렸는데, 이후 800m 거리에서 관통이 되지 않는다는 사실이 드러났고 이에 따라 600m 거리에서 관통하면 총기 개발이 가능하도록 기준을 일부 변경하였다는 것이다.
군 내부에서는 "기관총의 성능이 나아진 것이 없다"는 비판이 나왔다고 한다.  새로 개발된 경기관총은 총걸림 현상 등 기존 K-3의 일부 단점을 보완했지만, 오히려 무게가 무거워지고 사거리와 화력은 30년 된 K-3와 비슷하게 됐기 때문이다. 신종우 한국국방안보포럼 전문연구위원은 “신형 기관총이라고 하지만 기존 기관총의 성능과 큰 차이가 없고 총기의 무게는 더 나가는 결과가 된 것으로 보인다”며 “총기는 탄환의 개발도 같이 이루어져야 하는데 기존탄으로 작전요구성능 충족이 불가능해 성능을 하향하는 등 우리 군의 사업 관리 전문성이 심각하게 부족했던 결과”라고 했다.

### 해명
SNT 모티브의 해명은 다음과 같다.
실제로 체계 개발을 하게 되면 체계요구성능분석(system requirement review)라는 단계를 거치는데 이 단계를 거치면 요구 성능을 정의하게 된다. 실제 개발할 당시 이러한 과정을 거쳐 제안요청서의 작전 운용성능의 유효사거리는 800m로 제시되어 있다. 이를 바탕으로 200여 가지 이상의 시험을 수행해서 소유군에서 기준 통과 확정을 받아서 전투 적합판정까지 받았기 때문에 군에서 요구되는 시험 항목을 모두 정상적으로 통과받았다.
유효사거리의 정의는 표적을 50% 명중할 수 있는 거리, 적을 제압하거나 무력화할 수 있는 거리이다. 유효사거리가 관통인지 여부에 대해서는 논란이 과거부터 현재까지 있는 것이 사실이다. 관통성능은 총보다는 탄약의 양과 탄종의 특성에 따라 결정되는 것이다. 총기에는 관통시험이 제품 개발시 제품의 특성을 시험하는 단계이다.
K15의 시험평가를 진행하면서 참고시험도 했고 공식적인 시험도 했다. 20만 발 이상 사격을 하였고, 시험사격까지 포함하면 25만 발이 넘는 사격을 하였다. 신뢰도 및 내구도 시험, 실제로 800발 연속 사격 시험도 했고, 손상을 받아도 총의 사격에 무리가 없는지, 낙하시험 등 다양한 테스트를 수행하였다.

## 같이 보기
- K3 기관총

## 참고 문헌
- 국방홍보원(2021). 한눈에 보는 국군무기체계 2021. 65p.

## 참고 자료
- 국방TV [본게임]124회 대한민국 신형 기관총 K-15
- SNTTV [무엇이 GUN 물어보살] 2회 K3 vs K-15 도대체 바뀐 게 무엇?
- SNTTV K-15 경기관총 소개영상
- K15, K12C2 기관총 현황
- K-15 경기관총 모든 것을 파헤친다(S&T K-15 5.56mm LMG Introduction Video / Machine Gun)
- SNTTV [무엇이 GUN 물어보살] 2회 K-15 사격시험도 제대로 안 했다?!(Clarifying the issue of S&T K-15 LMG)
- 조선일보_신형기관총 개발한다며 사격시험 한번 제대로 안한 軍